# پولونیا ۱۱۱۲
سیارک ۱۱۱۲ (به انگلیسی: 1112 Polonia، نامگذاری:1928PE) هزار و صد و دوازدهمین سیارک کشف شده‌است که در ۱۵ اوت ۱۹۲۸ و در رصدخانه سایمیز کشف شد.
قدر مطلق سیارک برابر ۱۰٫۰۵ است.